# بن برت
بنجامین "بن" برت جونیور (انگلیسی: Benjamin "Ben" Burtt, Jr.؛ ۱۲ ژوئیهٔ ۱۹۴۸) یک کارگردان، فیلم‌نامه‌نویس، طراحی صدا، و تدوین‌گر اهل ایالات متحده آمریکا است. وی از سال ۱۹۷۵ میلادی تاکنون مشغول فعالیت بوده‌است.
از فیلم‌ها یا برنامه‌های تلویزیونی که وی در آن نقش داشته است می‌توان به وال-ئی اشاره کرد.